# Asystasia africana
Asystasia africana är en akantusväxtart som först beskrevs av Spencer Le Marchant Moore, och fick sitt nu gällande namn av C. B. Cl.. Asystasia africana ingår i släktet Asystasia och familjen akantusväxter. Inga underarter finns listade i Catalogue of Life.